# Gianina van Groningen
Gianina Elena van Groningen z domu Beleagă (ur. 3 stycznia 1995) – rumuńska wioślarka, uczestniczka igrzysk olimpijskich w Rio de Janeiro. Reprezentantka klubu Steaua Bukareszt. Dwukrotna medalistka Świata z lat 2017 i 2018 w kategorii dwójka podwójna wagi lekkiej. 

## Igrzyska olimpijskie
Wzięła udział w dwójce podwójnej wagi lekkiej podczas igrzysk w 2016 roku. Jej partnerką była Ionela-Livia Lehaci. Dotarły do finału B, gdzie z czasem 7:24,61 zajęły drugie miejsce, co dało im 8. pozycję w końcowej klasyfikacji. 